# Чавума
Чавума (на английски: Chavuma) е град в Северозападна Замбия. Намира се в Северозападната провинция на левия бряг на река Замбези на надморска височина около 1070 m. на 5 km от границата с Ангола. В района около Чавума се отглеждат царевица, фъстъци и ориз. Населението му е 4652 жители през 2010 г.